# Distretto di Bouira
Il distretto di Bouira è un distretto della provincia di Bouira, in Algeria, con capoluogo Bouira.